# 中国民主同盟湖南省委员会
中国民主同盟湖南省委员会，简称民盟湖南省委，是中国民主同盟在湖南省的地方组织。

## 历届委员会

### 第十四届
- 任期：2017年6月－2022年5月
- 主任委员：杨维刚
- 副主任委员：胡颖、汤浊、何寄华、杨君武、戴晓凤、黎定军、赵为济

### 第十五届
- 任期：2022年5月－
- 主任委员：何寄华
- 副主任委员：胡颖、赵为济、曾祥君、向华、刘导波、雷珺麟